# Университет Мзузу
Университет Мзузу — один из главных университетов Малави. Университет расположен в городе Мзузу, в северном регионе Малави. Он был основан в 1997 году после преобразования из педагогического колледжа, основанного в 1970-х годах. Своих первых студентов он принял в 1999 году. В то время, когда университет открыл свои двери, канцлером был бывший президент Малави Бакили Мулузи, а первым вице-канцлером — профессор Терренс Дэвис. Профессор Питер Мванза, который позже занялся политикой и стал министром кабинета министров, принимал активное участие в создании университета. Он был председателем Совета университета, а затем вице-канцлером.

## Академики

### Факультеты и кафедры
Университет состоит из следующих факультетов и отделений:
- Педагогический факультет
  - Основы образования
  - Преподавание, обучение и изучение учебных программ
  - Инклюзивное образование
- Факультет наук об окружающей среде
  - Сельскохозяйственные науки
  - Окружающая среда
  - Рыболовство и водные науки
  - Лесное хозяйство и управление окружающей средой
  - Геонауки
  - Управление водными ресурсами
- Факультет наук о здоровье
  - Биомедицинские науки
  - Сестринское дело и акушерство
  - Оптометрия

- Факультет гуманитарных и социальных наук
  - Языковые, культурные и творческие исследования
  - Коммуникационные исследования
  - Теология и религиоведение
  - История и изучение наследия
  - Информационные науки
  - Исследования в области управления, мира и безопасности
- Факультет науки, технологий и инноваций
  - Математика и статистика *(на английском языке) Математический факультет Университета Мзузу
  - Физика и электроника
  - Биологические науки
  - Технологии возобновляемой энергии
  - Химия
  - Информационные и коммуникационные технологии
- Факультет туризма, гостеприимства и менеджмента
  - Туризм
  - Управление гостеприимством
  - Менеджмент и предпринимательские исследования

Центр открытого и дистанционного обучения (ODL) в кампусе Мзузу является координационным центром для предоставления образования за пределами кампуса, включая непрерывное образование.
Программы бакалавриата
- Педагогический факультет
- Бакалавр образования (языки)
- Бакалавр образования (искусство)
- Бакалавр образования (естественные науки)
- Бакалавр образования (информационно-коммуникационные технологии)
- Факультет гуманитарных и социальных наук
- Бакалавр искусств Коммуникационные исследования
- Бакалавр искусств (теология и религиоведение)
- Бакалавр искусств Библиотечные и информационные науки
- Бакалавр искусств Исследования в области безопасности
- Бакалавр искусств Политика и управление
- Бакалавр искусств Исследования в области развития
- Бакалавр искусств Международные отношения и дипломатия
- Бакалавр искусств (история и изучение наследия)
- Факультет наук о здоровье
- Бакалавр наук (биомедицинские науки)
- Бакалавр наук (оптометрия)
- Бакалавр наук (сестринское дело и акушерство)

### Исследования
В школе работают следующие исследовательские центры:
- Центр передового опыта в области водоснабжения и санитарии
- Испытательный и учебный центр технологий возобновляемых источников энергии (TCRET)
- Центр инклюзивного образования
- Исследовательский центр электронного здравоохранения Малави (MERC)